# Ефіопська імперія
Ефіо́пська, або Етіо́пська, імпе́рія (амх. የኢትዮጵያ ንጉሠ ነገሥት መንግሥተ, Mängəstä Ityop'p'ya) — християнська монархічна держава в Східній Африці. Займала північ сучасної Ефіопії та Еритреї. Заснована близько 1270 року. Постала на базі Аксумського царства і Загвеської держави. Керувалася представниками Соломонової династії, що носили титул імператорів (негусів). Панівною релігією було ефіопське православ'я. Офіційна мова — геезька, найпоширеніша — амхарська. З 1635 року столицею держави був Гондер; після 1886 року — Аддис-Абеба. Вела постійні війни з мусульманськими сусідами, насамперед Османською імперією та її васалами. У боротьбі проти іновірців спиралася на допомогу європейських держав, зокрема Португалії (1543). Залишилася незалежною під час колоніальних війн за Африку в ХІХ столітті. Вела виснажливі війни з Італією (1895–1896, 1935–1941). Тимчасово окупована італійцями, які заснували Італійську Східну Африку. Звільнена британськими військами (1943). Була однією з держав-засновниць ООН (1945). Знищена внаслідок державного перевороту (1974) та повалення монархії (1975). Правонаступницею імперії вважається Ефіопія. Поширена європейська назва — Абіссі́нія (лат. Abyssinia).

## Аксумська Ефіопія
У 400-х роках до Р. Х., Аксумське царство було засновано на узбережжі Червоного моря — торгова держава, що вела торгівлю прянощами з Індії. Близько 300 р. по Р. Х. Аксум прийняв християнство, і завоював сусіднє стародавнє царство Куш. Саме з цього часу Аксум почали називати імперією, а у кореспонденції використовують «Ефіопія».  У наступні кілька століть царство поширило владу на південь і на захід в Африці, а також на Аравійській півострів, і в цілому торгівля процвітала до мусульманського завоювання Єгипту близько 640 р. по Р. Х., після цього торгівля занепадає, і країна потроху зникає з історичної арени, останнього Аксумського царя вбито таємничою царицею Юдиф близько 960 р..

## Ефіопські Темні віки
Наступні 40 років правління Аксумом царицею Юдиф, деякі вчені називають ефіопським темним століттям. Цариця була гебрейського походження, через це місцеві християни зазнали притискань, багато християнських храмів було зруйновано. Дуже мало відомо про царицю або державу, якщо, звичайно, держава в той час існувала, проте єдине що можна стверджувати — це кінець контролю Аксуму над Ефіопією.

## Династія Загве
Останній із спадкоємців королеви Юдіт був повалений Мара Теклє Хаймано. Він заснував династію Загве в 1137 році, і одружився з жінкою спадкоємиці останнього імператора Аксуму за для легітимності царювання. Династія Загве походила з Агау, чия влада ніколи не поширювалась за межи власного етнічного терену. Столицю перенесено в Адафа, біля сучасного Лалібела в горах Ласта. Загве продовжували традиції християнства Аксуму і побудували багато церков.

## Соломонова династія
У 1270 році династію Загве повалено королем стверджуючим своє походження від Аксумських імператорів і, отже, від Соломона. Соломонова династія була з народу Хабеша, від цього власного імені отримала свою назву Абіссінія.
Хабеша царювали з невеликими перервами починаючи з 1270-го і до кінця 20-го століття. Саме при цій династії, було приєднано більшу частину терену сьогоденної Ефіопії і деякі південні терени Еритреї. Вони успішно відбивалися від італійських, арабських і турецьких військ і мали плідні контакти з деякими європейськими державами, зокрема, Португалією, з якою вони були союзниками у боротьбі проти останніх двох загарбників.

## Конфлікт за Африку і модернізація
У 1868 році після депортації декількох місіонерів і представників британського уряду Велика Британія почали каральну експедицію в Ефіопію. Кампанія мала успіх для Англії і правитель Ефіопії покінчив життя самогубством. 1880-ті роки були відзначені Бійкою за Африку. Італія, намагаючись отримати колонії в Африці, напала на Ефіопію і після успішного завоювання деяких прибережних теренів, погодилась на підписання Уччіальського договору, створюючи колонію Еритрея.
Через істотні відмінності між італійським та амхарським перекладом Уччіальського договору, Італія вважала Ефіопію васальною державою. Ефіопія скасувала договір в 1893 році. Принижена Італія оголосила війну Ефіопії в 1895 році. Перша італо-ефіопська війна призвела до битви при Адуа в 1896 році, в якій Італія була остаточно переможена. У результаті було підписано Аддис-Абебський договір у жовтні, де було чітко демарковано кордони та Італія змушена була визнати незалежність Ефіопії.
Делегації Великої Британії та Франції — європейських держав, колоніальні володіння яких лежали поруч з Ефіопією незабаром прибули в ефіопську столицю, задля підписання відповідних договорів з ефіопським володарем.

## Італійське вторгнення і Друга світова війна
У 1935 італійські війська під командуванням маршала Еміліо Де Боно вторглися в Ефіопію. Війна тривала сім місяців і завершилась перемогою Італії. Вторгнення було засуджено Лігою Націй. В бойових діях Італія використала гірчичний газ, не звертаючи уваги на Женевські угоди, які вона підписала сім років тому. 150 тис. осіб було отруєно гірчичним газом.
Після війни Італія приєднала Ефіопію, об'єднавши її з іншими своїми колоніями в Італійську Східну Африку, і Віктор Емануїл III прийняв титул імператора Абіссінії. Окупація Італією тривала п'ять років.

## Встановлення Дерг
У 1974 році прорадянська марксистсько-ленінська військова хунта, «Дерг», на чолі з Менгісту Хайле Маріам, повалила уряд Хайле Селассіє I і встановила однопартійну комуністичну державу. Хайле Селассіє поміщено у в'язницю, де і помер за нез'ясованих обставин.